# 下邳の戦い
下邳の戦い（かひのたたかい）は中国の後漢末期の198年冬から199年2月7日にかけて曹操と劉備の連合軍と呂布軍との間で行われた戦いである。この戦いは曹操と劉備の勝利で終わり、敗れた呂布は処刑され、後漢末の群雄である呂布は滅亡した。

## 背景
興平元年（194年）、曹操が徐州の陶謙を攻撃している隙に曹操に背いた陳宮と張邈は、曹操の本拠地である兗州に呂布を盟主として迎え入れた。そのため、曹操は徐州侵攻を諦め、呂布軍の迎撃に当たることになる。この戦いは100日以上にわたって続いたが、最終的に蝗害により停戦となった。翌、興平2年（195年）、曹操は兗州の諸城を全て取り戻すことに成功し、鉅野で呂布を破った。呂布とその手勢は、陶謙の後を継いで徐州牧となっていた劉備を頼って東へと逃亡する。
建安元年（196年）、曹操は荒廃していた洛陽で保護した献帝を、新都とした許へと移した。同年、劉備と袁術との間の戦いに乗じて呂布は徐州の都・下邳（現在の江蘇省邳州市）を占領、劉備から徐州を奪い取った。劉備は呂布に徐州の支配権を明け渡し小沛へと移った。だが、間もなく呂布は劉備の存在を脅威と感じ、軍勢を率いて小沛を攻撃した。敗れた劉備は曹操に頼らざるを得なかった。曹操は劉備に軍糧を支援し、兵を再編させて小沛に駐屯させた。
建安2年（197年）頃、河北の冀州、青州、并州の3州を支配する袁紹から、宛城の戦いで張繡に敗れたばかりの曹操に対し、横柄な手紙が送られた。この手紙に怒った曹操は、袁紹が華北で勢力を伸ばす前に攻撃することを考えたが、袁紹軍と戦えるほど軍備が整っていなかった。曹操の軍師である郭嘉と荀彧は現状を鑑みて、曹操が袁紹に優る様々な長所を数え上げながら、袁紹と呂布が同盟を結ぶ危険性を指摘し、袁紹が公孫瓚を攻めている隙にまず呂布を滅ぼすべきだと助言した。こうして、曹操は呂布を攻めるための準備を始めた。

## 戦闘

### 呂布と袁術の争い
建安2年（197年）、皇帝を自称した袁術は、呂布との同盟関係を固めるため配下の韓胤を遣わし、袁術の息子と呂布の娘との婚姻を持ち掛けた。当初、呂布はこの申し出に応じ、韓胤とともに娘を送り出した。しかし呂布は、5年前に郭汜・李傕らに長安を追われた際に袁術が自分を受け入れなかったことを恨んでおり、陳珪の意見を聞くと考えを変えた。呂布は追手を差し向け娘を取り戻し韓胤を捕らえると、韓胤を許都に送って曹操の手で処刑させた。これにより呂布は左将軍に任命され、曹操は功を労う手紙を送った。呂布は返礼の使者として陳珪の息子・陳登を曹操の下に遣わした。陳登は曹操に見えると、呂布は勇はあるが計はなく、行動が軽はずみで信用のおけない人物であるので、可能な限り速やかに滅ぼすべきだと曹操に述べた。陳登の見方に同意した曹操は、陳登を広陵太守に任命し、呂布軍における内通者として送り込んだ。
一方、呂布の裏切りに怒った袁術は、韓暹と楊奉に率いられた白波賊と手を結ぶと、張勳と橋蕤の二将に命じて七路より呂布を攻撃させた。呂布の下には兵3000と馬400しかおらず、不利な状況であった。袁術軍に敵わないと恐れた呂布は、このような状況を生み出した原因となった陳珪を非難した。しかし陳珪は、韓暹と楊奉が袁術に心服している訳ではないと考え、二人を説得し調略することを進言した。結果、呂布が袁術軍を攻撃すると、韓暹と楊奉は寝返った。袁術軍は敗れ、呂布は淮河の南に到るまで追撃した。

### 下邳包囲戦
建安3年（198年）、呂布は袁術と再び和睦し、小沛の劉備を攻撃するために高順を派遣した。曹操は劉備を救援すべく援軍と共に夏侯惇を派遣したが、劉備は高順に敗れた。小沛は9月に呂布軍の手に落ち劉備は逃れたが、妻子は捕らえられた。
同9月、曹操は呂布征伐を開始した。曹操が澎城（現在の江蘇省徐州市）に達すると、陳宮は呂布に、曹操軍は許都からの長征で疲れているから曹操を攻撃するよう求めた。しかし呂布は曹操を下邳で迎撃するとしてこれを退けた。10月、曹操は澎城を陥落させ、彭城の相・侯諧を捕えた。曹操が下邳に至ると、陳登は曹操に寝返り、広陵から兵を率いて先陣を務めた。呂布は曹操を迎え撃つために自ら部隊を率いて出撃したが、猛将成廉を捕えられる大敗を喫し、城下まで撤退せざるを得なかった。
曹操は呂布に降伏を勧める手紙を送った。呂布は怖くなり降伏するつもりであったが、陳宮はかつて自分が曹操を裏切った罪を問われることを恐れて降伏を阻止しようとした。陳宮は、曹操軍は長距離を遠征してきており勢いは長くは続かないので、呂布は城外に出撃し、陳宮は城内で守りを固め、どちらかが攻撃を受けた場合もう一方が敵の背後を突くことで互いを支援できるように部隊を配置するよう進言した。また陳宮は、曹操軍は数か月もしないうちに兵糧が尽き打ち破ることが可能であるとも言った。呂布はこの案に同意し、呂布は城外に出撃する一方で陳宮と高順を城に残そうとした。しかし呂布の妻は、陳宮と高順は普段から仲が悪いため、呂布が出撃してしまっては力を合わせて城を守ることはできないと主張した。また、呂布の陳宮に対する現在の扱い方よりも、かつて曹操に仕えていたころの方が厚遇されていたと陳宮は感じており、その為に陳宮は呂布を裏切るかもしれないとも述べた。結果、呂布は陳宮の計画を中止した。
呂布は袁術からの援軍を要請するために王楷と許汜を派遣したが、袁術は呂布が嘗て結婚の申し込みをどのように取り消したかを思い返すと拒否した。王楷と許汜は袁術が呂布が殲滅されるなら孤立するであろうと言って袁術が援軍を送るよう説得しようとした。袁術は援軍を送ろうと考えたが、すぐには実行しなかった。その間に呂布は、袁術が援軍を出さないのはかつて縁談を断ったためではないかと考え、夜中に自ら娘を抱えて下邳から連れ出し、袁術の領土まで送ろうとした。しかし呂布は城外で曹操軍と遭遇してしまい、娘を抱えたまま応戦することはできなかったため、城に帰還せざるを得なかった。
一方曹操軍も下邳を攻めあぐね、兵士たちにも厭戦気分が広まり始めた。曹操は撤退することを考えたが、軍師の荀攸と郭嘉は非常に多くの敗戦を経験して呂布軍は既に戦意が落ちていると考え、その為に包囲を続けるよう曹操に助言した。そこで曹操は沂水と泗水を溢れさせて下邳を水攻めにした。

### 呂布の降伏
呂布の部将・侯成は食客に命じて15頭の馬を世話させていたが、この男は劉備に送るつもりで馬と共に逃走した。侯成は自らこの男を追跡し、馬を取り戻した。諸将はこの手柄に対して侯成を祝福し、侯成は5,6斛の酒を醸し10頭余りの豚を狩り、呂布に5斗の酒と半分の豚をまず献上した。しかし、呂布は酷く立腹して言った。「俺は禁酒を命じたのにもかかわらず、今お前は酒を準備している。諸将とともに飲み食いして義兄弟の仲を深め、謀反を起こして俺を殺すつもりだろう？」侯成は落ち込み恐れ、建安3年12月癸酉（199年2月7日）、同僚の宋憲や魏続と謀り、陳宮と高順を捕らえて下邳を包囲する曹操の下へと降った。
呂布は侯成の裏切りについて報告を受け、麾下の兵とともに白門楼に登ったところ、曹操軍が急激に包囲を進めるのを目の当たりにした。左右の兵に自分を殺して首を曹操に届けるよう頼んだが、兵は拒んだため、呂布は降伏を決意した。

## その後
呂布と部下は縛り上げられ曹操と劉備の前に連れて来られた。呂布は「縄を少し緩めてくれんか」と訴えたが、曹操は言った。「虎を縛るにはこれで丁度良い。」呂布は、「貴殿の悩みの種はこの呂布だけであったが、今ここにこうして降伏した。もはや天下に何の憂いがあるだろうか。貴殿が歩兵を率い、この呂布に騎兵を率いるよう命ずれば、天下は定まったも当然だ」と曹操を説得しようとし、曹操に仕えると約束した。曹操が考え込んでいたので、劉備が言った。「呂布が丁原と董卓に何をしたのかお忘れではありますまいな。」曹操はうなずいた。呂布は劉備を指差し「この野郎が最も信用ならんのだぞ！」と罵った。また『英雄記』によると、呂布は「この呂布は諸将を厚く用いたというのに、諸将は危急の時にこの呂布を裏切るだけだった」と述べたが、曹操が「卿は妻を裏切り、諸将の婦人を愛したというのに、何をもって厚く用いたのかね？」と尋ねると呂布は黙ってしまったという。また、『献帝春秋』によると、曹操は呂布が仕えることを誓ったため助命を考えたという。しかし曹操の主簿・王必は即座に曹操を止め、言った。「呂布は手に負えない捕虜です。部下は近くにいます。生かしておくことはできません。」そこで曹操は笑って呂布に告げた。「私はお前を助けたかったが、主簿が駄目だと言うのでな、どうしようもない。」
曹操は陳宮に、「知恵者のお前がなぜ今こうした境遇に置かれているのか？」と尋ねると、陳宮は呂布を指して「この男が自分の進言に従わなかったからだ」と答えた。曹操は、陳宮に老母や妻子を思い出させることで陳宮を再び配下に加えようとしたが、陳宮は「天下を治める者は人の親を殺したり家の祭祀を絶やしたりはしない」と述べ助命を拒絶した。結局、陳宮は振り返ることなく刑場に歩みを進めたので、曹操はそれを涙ながらに見送った。陳宮の遺族は曹操が面倒を見た。。呂布・陳宮・高順は絞首刑に処され、首は許都に送られ晒された後に埋葬された。
曹操は嘗て呂布に仕えた張遼や陳羣らを受け入れ、自分の下で将軍や官吏に任じた。嘗て呂布に従った臧覇や孫観、呉敦、尹礼、昌豨のような群小の軍閥も曹操に降伏し、曹操は海岸線沿いに青州・徐州の一部の統治を委任した。
下邳の戦いの結果、曹操は自身を脅かす存在であった呂布を滅ぼすことに成功した。建安4年（199年）、劉備は董承らと謀って曹操に叛旗を翻し、徐州刺史車冑を殺害して徐州の支配を奪い取ったが、翌、建安5年（200年）、曹操は速やかに劉備を破り、徐州の支配を再び奪い取った。こうして曹操は、徐州の統治を固めるとともに、本拠地である兗州への差し迫った脅威を取り除くことに成功した。これにより、続く官渡の戦いに向けて曹操は袁紹との戦いに注力できる体制を整えることとなった。

## 両軍の構成
| - 曹操 - 荀攸 - 郭嘉 - 夏侯惇 - 韓浩 - 劉備 - 関羽 - 張飛 | - 呂布：処刑 - 陳宮：処刑 - 高順：処刑 - 侯成 - 宋憲 - 魏続 - 成廉：捕縛 |

## 三国志演義における描写
この戦いは羅貫中の歴史小説『三国志演義』においては第18回と第19回で描かれている。物語を劇的にするためにいくつかの架空の事件が挿入されるなど、様々な脚色が加えられている。作中では戦闘は2か所で行われており、1度目は侵攻してきた呂布軍を劉備が曹操の援軍とともに小沛において迎え撃つ戦い、2番目は曹操と劉備の連合軍が呂布の立て籠もる下邳を包囲した戦いとなっている。
この戦いにおける名場面として特に有名なものには下記のものがある。

### 夏侯惇、左目を失う
玄徳の守る小沛が呂布の攻撃を受けているとの知らせが簡雍によって許都にもたらされ、曹操は夏侯惇に命じて援軍5万を派遣した。夏侯惇が到着すると、高順が率いる呂布軍に遭遇し、夏侯惇は高順と一騎打ちを繰り広げる。二人は40～50合ほど打ち合うと、高順は持ち堪えられず陣へと退いた。
呂布の部将・曹性は追いかけてくる夏侯惇を見とめると、夏侯惇に向けて矢を発した。その矢は夏侯惇の左目に命中し、夏侯惇は叫び声を上げると、眼球と共に矢を引き抜いた。「これは父の精であり母の血である。親から授かったこの目を棄てられるか。」と叫ぶや、眼球を飲み込み、曹性に突撃した。曹性は防ぐ間もなく、顔面を槍に貫かれて夏侯惇に討ち取られた。それを目の当たりにした双方の兵士は衝撃を受けた。
史実
正史『三国志』によると、夏侯惇が呂布との戦いの最中に流れ矢に当たり左目を負傷したことは事実である。『魏略』によると夏侯淵と区別するため、軍中では夏侯惇のことを「盲夏侯」とあだ名したが、夏侯惇はそのあだ名を嫌い、鏡に映った姿を見ると、鏡を地面にたたきつけたという。しかし、具体的にどの戦いの際に負傷したかは明らかにされていない。
また曹性は、史料上では唯一『英雄記』にのみ記述がある。呂布の部将・郝萌が建安元年（196年）6月に呂布に対して反乱を起こしたが高順によって鎮圧された際、郝萌の部将である曹性は郝萌に背いて襲い掛かった。郝萌と曹性は戦い、曹性は郝萌に刺し傷を負わされたが、曹性は郝萌の片腕を切り落とした。郝萌が高順に首を打たれた後、呂布の取り調べに対し、「郝萌は袁術と謀って、陳宮とともに反乱を企てた」と述べたため、陳宮の顔は真っ赤になった。呂布は陳宮の罪は不問とし、曹性に対しても郝萌を止めようとしたことを評価して郝萌の軍を与えられた。これ以外の曹性に関する記録はなく、下邳の戦いに従軍したかどうか、没年はいつか、いずれも定かではない。

### 侯成の裏切り
下邳を包囲する曹操軍による水攻めの中、酒色に溺れる呂布は鏡で自分の姿を見て己の肉体の衰えを感じ、原因となった酒を断つよう城中に命じた。そのような中、呂布の部将・侯成の馬15頭を盗んだ飼育係が、玄徳の下へと降ろうとするという事件が発生する。これに気づいた侯成は後を追って飼育係を殺し、盗まれた馬を奪回した。諸将はこれを祝い、侯成が醸し得た5,6斛の酒を諸将と飲もうと考えたが、呂布に罪に問われることを恐れた。そこでまず酒5瓶を呂布に献上し、許しを得ようとした。しかし呂布は酷く立腹し、禁酒令に背いた侯成を処刑しようとした。宋憲や魏続等が侯成の助命を嘆願したため斬首は免れたが、鞭打ちに処せられ、50回打たれたところでようやく解放された。自分たちの言を聞こうとしない呂布に対し侯成・宋憲・魏続は憤り、3人は呂布に背くことを企んだ。その夜、侯成は呂布の馬（赤兎馬）を盗み、魏続が開けた東門より曹操の元へと走った。。
史実
『三国志』呂布伝では、呂布が約3か月間曹操軍に下邳で包囲される中で、次第に人々の心が離れていき、部将の侯成・宋憲・魏続が陳宮を捕らえ、手勢とともに曹操に下ったと簡潔に述べられている。『九州春秋』では、馬15匹を盗んで沛城の劉備の下へと走ろうとした食客から馬を取り戻した侯成が、酒と豚を呂布に献じたが、禁酒令を破ったことに呂布は怒り、恐れた侯成は酒を捨てた。これより呂布への疑心が生じ、下邳を囲む曹操の下へと降ったという、『演義』と同様の逸話が載っている。ただし、この事件がいつ起こったことなのかに関する詳細は記録されていない。また、『演義』と異なり侯成は鞭打ちを受けてはいない。『後漢書』呂布伝では、『九州春秋』とほぼ同様の内容が記録されているが、侯成らが諸将（具体的な名前は書かれていない）と謀って陳宮のみならず高順も捕らえ、曹操に降伏したと述べている。またいずれの史料にも、呂布が禁酒令を出した時期や理由は記されていない。赤兎馬に関しても、『三国志』で記述があるのは袁紹の下で呂布が張燕と戦った時の記述のみであり、下邳の戦いに関連した記録は残っていない。

### 呂布の最期
侯成が降った翌朝、曹操軍が総攻撃を始めたので、呂布は一日中自ら方天画戟を振って敵を撃退した。攻撃が落ち着いたため、呂布は下がって休憩をとったところ、うたた寝をしてしまった。その隙に、宋憲は方天画戟を盗み、魏続とともに呂布を縛り上げた。合図の白旗が掲げられ、曹操軍を城内に招き入れようとしたが、夏侯淵が罠の可能性を疑ったため、宋憲は方天画戟を城外に投げ捨て、曹操軍が入城できるように開門した。曹操軍は一斉に突入し、高順・張遼は西門で捕らえられ、陳宮も南門から逃げようとしたところを徐晃に捕らえられた。
呂布は曹操の前に引きずり出された。呂布は「縄がきつすぎる、少し緩めてくれ」と叫んだが、曹操は「虎を縛るにはこれで丁度良い」と言った。呂布は侯成と魏続、宋憲が側に立っているのを見ると「俺はお前達に良くしてやった。何故裏切ったのか」と言った。宋憲は「妻妾の言葉には耳を傾けても、我ら諸将の助言は無視していた。これを｢良くしてやった｣と言うのか？」と答えた。呂布は黙ったままであった。それから曹操は高順に対し、「何か言うことはあるか？」と質問したが、高順は答えなかったため、怒った曹操は高順を斬るよう命じた。
曹操は陳宮に再度仕えるよう手を変え品を変え促したが、陳宮の決意は固く、助命を拒否すると振り返ることなく刑場へと進んだ。曹操が涙ながらに陳宮の老母と妻子の面倒は見ると約しても陳宮は口を開かず、自ら首を差し出した。
呂布は曹操に、「貴殿の悩みの種はこの呂布だけであったが、呂布は今ここにこうして降伏した。貴殿を大将とし、この呂布を副将とすれば、天下は取ったも同然だ」と叫んだ。曹操が玄徳に意見を聞くと、玄徳は「「丁原と董卓の身に起きた事をお忘れではありますまいな」と答えた。呂布は「この野郎が最も信用ならんのだぞ！」と罵った。引きずられていきながら呂布は振り向き劉備に「大耳野郎が！俺が戟に矢を当てて助けてやった時の事を忘れたか！」と叫んだ。曹操は呂布を絞首刑にし、その首は晒された。
史実
『三国志』では呂布は包囲されているのを見ると抵抗せず自ら降伏したと書かれており、『演義』のように激しく抵抗した末に宋憲・魏続に裏切られて捕らえられたという記載はない（宋憲・魏続に捕らえられたとされているのは上述の通り陳宮および高順である）。また、曹操とのやりとりは三国志演義に記載されているのと同様の言葉もあるが、陳宮とのやり取りや後述の張遼とのやり取りなど台詞を膨らませている個所、高順のように正史に一切記述がないのをあえて喋らなかったことにしている個所など、創作で補完している部分も多い。絞首刑にされた呂布の遺体の行方についても、都の許に送られ晒し首となった後に埋葬されたと明記されている。また、『後漢書』の呂布伝には、曹操軍に包囲されているのを見て敗北を悟った呂布は、家臣に自分の首を差し出して曹操に降伏するように頼んだが、家臣が拒んだため共に降伏したという逸話が記されているが、この話も物語の展開上採用されていない。方天画戟についても、史実では宋代以降に発明された武器なので、当然のことながら正史には一切登場しない。

### 張遼の降伏
張遼が戦闘後に捕らえられ曹操の前に引きずり出されると、姑息な命乞いを行う呂布を蔑み、「呂布の匹夫め！死ぬときは死ぬのだ、今さら何を恐れる！」と一喝した。さらに曹操から問いかけられても恐れを見せず、「濮陽で国賊を焼き殺せなかったのは残念だ」と答えた。曹操は激怒し、剣を抜いて張遼を殺そうとした。しかし、玄徳は曹操の手を抑え、雲長は跪き、張遼の助命を嘆願した。すると、曹操は笑って剣を収め「私も文遠（張遼の字）が忠義の士であることを知っているゆえ、戯れただけだ」と言い、自ら縄を解いてやると、外套を脱いで張遼にまとわせ、席を勧めた。張遼は曹操の誠意に動かされ、曹操に服従した。張遼は中郎将の官位を拝し、関内侯の爵位を賜った。
史実
『三国志』には張遼がどのような経緯で曹操に降伏したかは一切記述がない。張遼が曹操に降伏し、中郎将を拝し、関内侯の爵位を賜ったと述べるのみである。そもそも張遼が下邳の戦いに参加したかどうかも記述がないので不明である。

## 大衆文化
呂布が最期を遂げた戦いということで、下邳の戦いは三国志の戦いの中でも比較的知名度が高い。コーエーテクモゲームス（旧：コーエー）のゲーム作品『真・三國無双シリーズ』では、『真・三國無双3』でステージとして採用されて以来、シナリオに取り上げられ続けている。